# Клодия Пулхерия
Клодия Пулхерия (на латински: Clodia Pulchra, Claudia; * ок. 54 пр.н.е.) е първата съпруга на Октавиан Август.

## Произход
Клодия е дъщеря на Публий Клодий Пулхер, народен трибун през 58 пр.н.е. и Фулвия, бъдеща съпруга на Марк Антоний, от нейния първи брак. След смъртта на бащата през 52 пр.н.е., майка ѝ се омъжва за Гай Скрибоний Курион, а след неговата смърт за Марк Антоний. Последният осиновява Клодия и я омъжва за Октавиан, за да затвърди взаимоотношенията си с него.

## Брак с Октавиан
Съхранена е малко информация за брака на Клодия с Октавиан. Известно е само, че тя е на не повече от 13 години, когато се омъжва, твърде рано дори и по древноримските обичаи. Сватбата е осъществена някъде в периода между 43 пр.н.е. и 41 пр.н.е.. Втората година е по-възможна, защото при първата, Клодия е на възраст по-малка от 12 години.
При развода, Октавиан клетвено уверява Фулвия в писмо, че връща дъщеря ѝ девствена.
Разводът е осъщвествен през 41 пр.н.е., след което Фулвия заедно с Луций Антоний се опълчват на Октавиан, което е причина за началото на Перузинската война.
По-нататъшната съдба на Клодия е неизвестна.